# قبیله استیگ
قبیله اَسَتیگ (به انگلیسی: Assateague) از مردمان الگونکی بودند که نام قبیله شان به معنی «به سرعت حرکت آب» است. این مردمان به زبان ننته کوک (nan·tuh·kowk) صحبت می‌کردند و سابقهٔ تاریخی سکونت در ساحل اقیانوس اطلس شبه جزیره دلماروا داشتند که در دورهٔ استعمار اروپائیان به عنوان سواحل شرقی مریلند و ویرجینیا، و شهرستانهای جنوبی پنسیلوانیا شناخته می‌شد،
با وجود اینکه این قبیله دیگر به عنوان یک جامعهٔ سرخپوست اصیل و دست نخورده موجود نیست اما افرادی هستند که ممکن است هنوز میراث تاریخی این قبیله را حفظ کرده باشند.

## فرهنگ
فرهنگ بومی مردم اَسَتیگ تولید و تجارت محصولات جنگلی و دریائی از جمله دانه‌های صدف بود که در حوضهٔ خلیج شینکوتیک یافت می‌شد.
مردم این قبیله مراسم خاصی برای دفن اموات خود داشتند که با کندن پوست بدن و برداشتن احشاء جسد آنرا برای مراسم خاکسپاری آماده می‌کردند. این مراسم شامل ذخیره نهایی استخوان‌های نیاکان در قفسه‌هایی در یک ساختار چوبی بود. در فواصل معین بقایا جمع‌آوری شده و در قبر مشترک دفن می‌شدند. در ساحل شرقی مریلند چندین خزانهٔ نگهداری این گونه استخوان‌ها کشف شده‌است.

## روابط تاریخی با اروپایی‌ها

### پیمان ۱۶۶۲
قرار دادی که مستعمره مریلند با قبیلهٔ اَسَتیگ و نَنتیکوک آن زمان در سال ۱۶۶۲ میلادی بست از این قرار بود که بر اساس آن معاهده، هر شخص انگلیسی که در قلمرو اَسَتیگ زمینی به دست آورده بود، باید به «امپراتور» که رئیس کل آن قبیله بود، شش دست بالاپوش ساخته شده از یک پتو یا نوع پارچه کلفت و خشن تقدیم کند. در قبال هر بردهٔ فراری که رئیس قبیله به مستعمره انگلیسی نشین بازمی‌گرداند هم یک کت از همان جنس داده شود. در این معاهده همچنین آمده‌است که هیچ کشتاری نباید توسط هیچ‌یک از دو طرف علیه دیگری انجام گیرد. هیچ عضو مستعمره نباید بدون گذرنامه به قلمرو اَسَتیگ وارد شود، و تا زمانی که انگلیسی‌ها بتوانند مایحتاج ضروری قبیله را تأمین کنند، مردم قبیله حق معامله با مستعمرهٔ هلندی‌ها در محوطهٔ دلاور (به انگلیسی: Delaware) را ندارند.
قبل از پایان قرن هفدهم یکی از قراردادهای متعددی که بین فرمانداری محل و رؤسای اَسَتیگ امضاء شد، حکمی بود که مردمان این قبیله را به زندگی در پنج محدودهٔ اسکانی (ر-زر-وی-شن) در امتداد رودخانهٔ پوکوموک محدود می‌کرد. این حکم توسط امپراتور اَسَتیگ‌ها به نام آموناگاس امضا شد. ظاهراً بر اساس امضاهای معاهده ۱۶۷۸ میلادی، امپراتور اَسَتیک بر رؤسای دیگر قبایل متحد مانند قبایل شینکوتیک و پوکوموک غالب بود و آنان تابع آراء امپراتوری او بودند. جلسات مجمع عمومی مریلند در این دوره شکایت‌های بسیاری از سوی اَسَتیک‌ها علیه استعمارگران دریافت کردند. ای دادخواهی‌ها مبنی بر این بود که ساکنین اروپائی گاوهای خود را در مزارع ذرت قبیله رها می‌کردند، تلهٔ‌های حیوانات وحشی آنان را شکسته و چوب‌هاشان را برای خود برمی‌داشتند، و زمین‌های آنها را غصب می‌کرده‌اند. در سال ۱۶۸۶ میلادی هم این قبیله رسماً از چندین نفر از مهاجران که در شهر اَسَتیک خانه ساخته بودند شکایت کرد.

### پیمان ۱۷۲۲
در پیمان صلحی که در سال ۱۷۲۲ میلادی بین امپراتور اَسَتیک‌های آن زمان بنام نوسالْم (ملقب به اِم. واکِر)؛ و پادشاه پوکوموک‌ها به نام واسونج (ملقب به دانیال)؛ و فرماندار مستعمرهٔ مریلند به نام چارلز کالوِرت امضا شد، قرار بر این شد که این پیمان تا «پایان جهان» دوام آورد. خصومت‌ها و خسارات ناشی از اقدامات قبلی «در فراموشی دائمی» با شرایط بیشتر به شرح زیر دفن شود:
- چنانچه سرخبوستی یکی از استعمارگران را بکشد باید به عنوان زندانی نزد فرماندار برده شود.
- از آنجا که انگلیسی‌ها ادعا می‌کردند نمی‌توانند یک سرخپوست را از سرخپوست دیگری تشخیص دهند، هیچ سرخپوستی حق ندارد با رخسار رنگ شده یا با حمل یک اسلحه به یک شهرک انگلیسی نشین وارد شود، یا حتی بدون تسلیم کردن سلاح‌های خود یا اعلان هویت خود به شهرکی نزدیک شود.
- مجازات شهرک نشینی که یک بومی را که بدون رنگ آمیزی چهره، با اعلان هویت خود، و خلع سلاح خود، وارد شهرک شده، مقتول نماید مرگ خواهد بود.
- اگر تصادفاً یک فرد بومی و یک شهرک نشین در جنگل با هم روبرو شوند، آن سرخپوست باید فوراً سلاح‌های خود را زمین بگذارد. اگر این کار را نکند، او دشمن به حساب می‌آید.
- خرچنگ‌گیری، ماهیگیری و شکارپرندگان و حیوانات وحشی حق امتیاز مخصوص هر یک از سرخپوستان محسوب می‌شود.
- هر سرخپوست که خوک، گوساله یا سایر حیوانات اهلی را بکشد یا سرقت کند، یا کالاهای دیگری را به سرقت ببرد، مانند یک انگلیسی مجازات می‌شود.
- برده‌ها و خدمتکارانی که از محل اربابان خود فرار کرده و در قلمرو اَسَتیک پناه گرفته باشند باید به نزدیکترین شهرک انگلیسی نشین تحویل داده شوند.
- سرخپوستان نباید با دشمن فرمانداری صلح جدیدی برقرار کنند، و بدون اجازهٔ فرماندار نباید اقدام به جنگ کنند.
- اگر اَسَتیک‌ها و پوکوموک‌ها یک سرخپوستی را که تحت ادارهٔ فرماندار است بکشند، بزرگی این جرم همپایه کشتن یک انگلیسی محسوب می‌شود.
- ورود سرخپوستان خارجی به این منطقه می‌بایست بلافاصله به مسؤولین امور گزارش شود.

از آنجائی که این بومیان انتظار محافظت توسط فرماندار وقت را داشتند، افراد قبایل اَسَتیک و پوکوموک باید در مقابل این محافظت، سالانه در روز ۱۰ اکتبر دو کمان و دوجین تیر به عالیجناب فرماندار مریلند تحویل دهند.

### شهر اَسکیمینوکُانسان
به عنوان بخشی از تلاش انگلیسی‌ها برای محدود کردن مردمان اولیه این منطقه، چندین قبیله مانند اَسَتیک و پوکوموک را که در شبه جزیره دیلماروا در ساحل اقیانوس اطلس؛ و قبایل اَنامِسِک و مانوکین در سمت خلیج چِساپیک، و قبیلهٔ ناساوادوکس در جنوبی‌ترین نقطه، را در یک شهر واحد به نام شهرک سرخپوستان (یا ایندین تاون) جمع‌آوری کردند. این شهر توسط سرخپوستان به نام اَسکیمینوکُنسان خوانده می‌شد. تا سال ۱۰۵۰ خورشیدی (۱۶۷۱ میلادی)، از بزرگترین شهرهای سرخپوستی در مریلند بود و در سال ۱۰۶۵ خورشیدی (۱۶۸۶ میلادی) بخشی از یک محدوده رزرو شد. اَسکیمینوکُنسان در ضلع شمالی رودخانه پوکوموک در نزدیکی اِسنووهیل مریلند قرار داشت.
فعالیت‌های غیرعادی بومیان در سال ۱۷۴۲ میلادی باعث نگرانی مهاجران محل شد بطوری که دولت وادار به رسیدگی شد. نتیجه تحقیقات نشان داد که چند تن از رؤسای قبایل به هدایت رئیس قبیلهٔ شاونی به نام مِسووان، در طرح قیام عمومی علیه حکومت وقت مشارکت داشته‌اند. دولت اُستان مریلند «امپراتوری» اَسَتیک را منحل، و تمام اختیارات امپراتور را لغو کرد. عنوان «امپراتور» فقط یک عنوان افتخاری شد و هر شهر تحت اختیار مستقیم استانداری قرار گرفت. این تغییرات اعتراضات زیادی برای اجازه ترک محل و مهاجرت به نقاط دیگر در میان بومیان منطقه برانگیخت. در پایان دهه، بخش بزرگی از اَسَتیگ‌ها به منطقه ساسکوهنا نقل مکان کرده و شاخه ای از مردمان ایروکوا شده بودند. این گروه به تدریج به سمت شمال حرکت کردند و فرزندان آنها اکنون در انتاریو، کانادا هستند. از بین کسانی که در مریلند ماندند، یک گروه تا سال ۱۷۹۸ میلادی در محدوده چاپتَنک زندگی می‌کردند. گروه دیگری از بازماندگان این قبیله، که تا حدی فرهنگ بومی خود را حفظ کرده‌اند در نزدیکی ایندین ریور در دلاور (به انگلیسی: Delaware) باقی ماند.

## یادداشت
1. ↑  Eastern Woodland Tribes of First Contact, Virginia, Maryland, Delaware, and New Jersey
2. ↑  Indians in Maryland, an Overview, Maryland Online Encyclopedia
3. ↑  Historical marker بایگانی‌شده  در ۲۰۱۶-۱۰-۲۷ توسط Wayback Machine in Assateague Island National Seashore
4. ↑  "1722 Peace Treaty". Ocmuseum.org. 1990-01-06. Archived from the original on 2011-10-03. Retrieved 2011-09-19.
5. ↑  Historical marker بایگانی‌شده  در ۳ مارس ۲۰۱۶ توسط Wayback Machine north of Snow Hill, Maryland
6. ↑  "The Assateague Indians: What Became of Them" بایگانی‌شده  در ۲۰۱۰-۱۲-۱۱ توسط Wayback Machine, by Suzanne Hurley